# Willy Kyrklund
Paul Wilhelm ”Willy” Kyrklund, född 27 februari 1921 i Helsingfors, död 27 juni 2009 i Danmarks socken, Uppsala kommun, var en sverigefinlandssvensk författare. Han utnämndes till hedersdoktor vid Uppsala universitet 1994.

## Biografi
Kyrklund var som son till filosofie magister Gunnar Kyrklund och hans hustru Ingeborg Hörhammer. I tioårsåldern flyttade Kyrklund tillsammans med sin familj till Harlu i Karelen. Efter studentexamen 1938 började Kyrklund studera matematik, juridik med mera vid universitet men 1940 blev han inkallad till krigtjänst. I februari 1944 flyttade han till Sverige. Efter ankomsten försörjde han sig bland annat som räknebiträde på Lidingö stads stadsingenjörskontor samt på de stipendier som han fick genom sitt författarskap. Han gifte sig 1945 med Birgitta Ekwall, dotter till professor Per Ekwall. På 1950-talet bedrev han studier i bland annat sinologi, arabiska och ryska och blev filosofie kandidat 1953. Kyrklund debuterade 1948 med novellsamlingen Ångvälten. 1982 gifte han om sig med Karin Kebbon.

## Författarskap
Kyrklunds skönlitterära författarskap var starkt influerad av modernismen; tidiga noveller (han har specialiserat sig på verk av det kortare slaget) påminner ytligt betraktade om surrealistiska uttryckssätt, där den berättande strukturen beslöjas av en till synes brokig symbolik som bidrar till att förmedla en blandning av bitter ironi, försoning och främlingskap. Dessa är kännetecknande för författarskapet, dess vardagliga absurditet påminner i viss mån om Torgny Lindgren. Till skillnad från surrealismen är dock Kyrklund strängt medveten och genomtänkt. 
Ett återkommande tema är meningslöshet och vanmakt, där det onda och det goda möts i en ogripbar och stundom avsiktligt oförståelig gråskala. Människans synd är inte medfödd; hon har inget val, och synden blir oundviklig. Ofta går hon som en storögd främling mot sin nalkande onda handling, oförstående och oförmögen att bli något annat än Kain eller att handla annorlunda. 
Kyrklund lyckades emellertid teckna sina ofullkomliga eller misslyckade karaktärer med stark empati och överseende, om än inte utan betraktarens avstånd. I berättelserna och dramerna återgår han gärna till klassiska motiv från Bibeln och antiken, motiv som strukturellt är eviga, mönster som inte kan brytas. Dessa sätts vanligen i onämnda miljöer och öppna rum, vilket förstärker evighetsperspektivet.
Han författade även reseskildringar.
Kyrklund har översatts till engelska, franska, tyska, grekiska, finska, estniska, danska, norska, tjeckiska, ryska och ukrainska. Några berättelser som ursprungligen har varit epik har skrivits om för teatern. 

### Samlade upplagor och urval
- Tre berättelser. Bonnierbiblioteket, 99-0144096-3. Stockholm: Bonnier. 1959. Libris 912254 - Innehåll: Tvåsam ; Solange ; Mästaren Ma.
- Aigaion ; Till Tabbas. Delfinböckerna, 0416-900X ; 193. Stockholm: Aldus/Bonnier. 1965. Libris 8075145
- Berättelser. Albatross, 99-0137888-5. Stockholm: Alba. 1979. Libris 7642850. ISBN 9174582240 - Innehåll: Ångvälten ; Hermelinens död ; Den överdrivne älskaren.
- Prosa. Stockholm: Bonnier Alba. 1995. Libris 7247672. ISBN 9134517545 - Innehåll: Tvåsam ; Solange ; Mästaren Ma ; Aigaion ; Till Tabbas ; Polyfem förvandlad ; Den rätta känslan ; Om godheten.
- Berättelser, dramatik, anföranden, artiklar. Stockholm: Bonnier Alba. 1996. Libris 7247725. ISBN 9134518452 - Innehåll: Ångvälten ; Hermelinens död ; Den överdrivne älskaren ; 8 variationer ; Elpënor ; Bröllopet ; Platanhårsdialog på en ö i Aigaion ; Medea från Mbongo ; Gudar och människor ; Zéb-un-nisʹa ; Det svåra numret ; Kaosfunktionen ; Anföranden och artiklar.

## Priser och utmärkelser
- 1951 – Svenska Dagbladets litteraturpris
- 1959 – Aftonbladets litteraturpris
- 1964 – Övralidspriset
- 1965 – De Nios Stora Pris
- 1967 – Signe Ekblad-Eldhs pris
- 1967 – Tidningen Vi:s litteraturpris
- 1981 – Litteraturfrämjandets stora pris
- 1984 – Signe Ekblad-Eldhs pris
- 1986 – Lundequistska bokhandelns litteraturpris
- 1989 – Gerard Bonniers pris
- 1991 – Tegnérpriset
- 1994 – Hedersdoktor vid Uppsala universitet
- 1990 – Pilotpriset
- 1997 – Aniarapriset
- 1999 – Litteris et Artibus
- 2001 – Svenska Akademiens nordiska pris
- 2001 – förtjänstmedalj av Svenska Finlands folkting

### Böcker
- Andersson, Jonas (2004). Rivalitet, våld, revolt: Kain och Abel hos Willy Kyrklund, Bengt Anderberg, Lars Gyllensten. Skellefteå: Norma. Libris 9756627. ISBN 91-7217-074-3
- Bäck, Gunnar (1992). Ord och kött: till teaterns fenomenologi med Larssons och Kyrklunds Medea. Göteborg: Daidalos. Libris 8380386. ISBN 91-86320-67-X
- Norlen, Paul R. (1998). "Textens villkor": a study of Willy Kyrklund's prose fiction. Stockholm studies in history of literature ; 35 [dvs 38]. Stockholm: Almqvist & Wiksell International. Libris 7223405. ISBN 91-22-01743-7
- Sahlin, Johan (2008). Om kyrklundheten: värde, kunskap och skrivande i Willy Kyrklunds Om godheten. Lund: Ellerström. Libris 11226664. ISBN 978-91-7247-145-0
- Sjösvärd, Thomas (2018). En himmel av sten: Willy Kyrklund och det grekiska. Uppsala: Uppsala universitet. Libris 22166068
- Skeptikerns dilemma: texter om Willy Kyrklunds författarskap. Eslöv: B. Östlings bokförl. Symposion. 1997. Libris 7607617. ISBN 91-7139-323-4
- Widhe, Olle (2005). Främlingskap: etik och form i Willy Kyrklunds tidiga prosa. Lund: Ellerström. Libris 9960026. ISBN 91-7247-128-X

### Uppsatser och artiklar
- Florin, Arne (1992). Om Willy Kyrklunds genrer och genreblandningar. Stockholm: Litteraturvetenskapliga institutionen. Stockholms universitet. Libris 2906380
- Florin, Arne (1983). Willy Kyrklunds "Tankemodeller": En undersökning av determinism- och identitetsproblematiken i "8 variationer". Stockholms universitet, Litteraturvetenskapliga inst. Libris 12654921
- Hansen, Peter (1983). Myt, saga och kärlek i Willy Kyrklunds Polyfem förvandlad. Stockholms universitet, Litteraturvetenskapliga inst. Libris 12654958
- Hellström, Viveka (1984). Jag skriver strax: En analys av Willy Kyrklunds Den rätta känslan. Stockholms universitet, Litteraturvetenskapliga inst. Libris 12654963
- Wistrand, Sten (1981). Spelet och dess regler: En studie i Willy Kyrklunds författarskap. Specialarbete / Bibliotekshögskolan, 1981:56. Borås. ISSN 0347-1128 Libris 262040
- Wistrand, Sten (2003). ”Den överskattade berättaren: Hur ska vi förstå normen i en berättelse som Willy Kyrklunds Solange?” Berättaren: En gäckande röst i texten (red. Lars-Åke Skalin). Örebro studies in literary history and criticism, 3. Örebro: Universitetsbiblioteket, s. 277–311. Libris. ISBN 91-7668-345-1
- Wistrand, Sten (2003). ”’Ensam tvåsam – hoppsan!’ Hur många karaktärer finns det egentligen i Willy Kyrklunds roman Tvåsam?” Ordet och köttet: Om teorin kring litterära karaktärer (red. Lars-Åke Skalin). Örebro Studies in Literary History and Criticism, 2. Örebro: Örebro universitetsbibliotek, s. 151–197. Libris. ISBN 91-7668-342-7
- Wistrand, Sten (2006). Recension av Olle Widhe, Främlingskap: Etik och form i Willy Kyrklunds tidiga prosa. Samlaren: Tidskrift för litteraturvetenskaplig forskning (årg. 127), s. 499–507. Libris.
- Wistrand, Sten (2008). "(Non)fiction – function – (non)narration: How to deal with works like Willy Kyrklund's Mästaren Ma?" Narrativity, fictionality, and literariness: The narrative turn and the study of literary fiction (red. Lars-Åke Skalin). Örebro Studies in Literary History and Criticism, 7. Örebro: Örebro universitet, s. 177–200. Libris. ISBN 978-91-7668-629-4
- Wistrand, Sten (2009). "Willy Kyrklund." Nordisk Tidskrift för vetenskap, konst och industri, Vol. 85, nr 4, s. 359–364. Libris. [
- Wistrand, Sten (2024). "Naturen som existentiell utmaning: Willy Kyrklunds Aigaion och Till Tabbas". Aiolos: Tidskrift för litteratur, teori och estetik, nr. 76–77, 2024, s. 145–163.